# 彼得·博寧頓
彼得·博寧頓（英語：Peter Bonnington），綽號Bono，是一名英國一級方程式工程師。目前是一級方程式車隊梅賽德斯的高級賽車工程師，負責設定賽車的配置並曾在2012年至2024年期间在比賽時與路易斯·漢米爾頓通訊。2025年起，其转任基米·安东内利的赛道工程师。

## 職業生涯
博寧頓於2000年代初在乔丹车队開始了他的一級方程式職業生涯，他在車隊中擔任數據工程師。在乔丹车队期間，他與乔吉奥·潘塔诺和提摩·格洛克等人一起工作。其後他加入了本田車隊，填補了在車隊工作多年的賽車工程師安德魯·肖夫林離職後的空缺，成為了简森·巴顿的性能工程師。博寧頓在車隊被轉售並更名為布朗GP後繼續留在車隊，協助巴顿在2009年奪得生涯唯一一個車手世界冠軍。
博寧頓於2011年9月成為在梅賽德斯車隊擔任迈克尔·舒马赫的性能工程師，取代了離開車隊的馬克·斯萊德（Mark Slade）。舒馬赫於2012年底離開梅賽德斯車隊後，博寧頓成為了路易斯·漢米爾頓的高級賽車工程師，他一直任職這一職位直至汉密尔顿于2025年离队。在博寧頓擔任高級賽車工程師期間，他協助漢米爾頓奪得六次世界冠軍，被大部分人認為是一級方程式歷史中最好的賽車工程師之一。
博寧頓目前擔任安东内利的高級賽車工程師，負責與他通信以及設定賽車的配置，因此博寧頓是車隊中非常重要的一員。